# VM i fodbold 1962
VM i fodbold 1962 blev afviklet i Chile og var den syvende VM-slutrunde. Mesterskabet blev vundet af forhåndsfavoritterne Brasilien med finalesejr over Tjekkoslovakiet med 3-1; holdet forsvarede dermed titlen vundet fire år tidligere.
Efter at være blevet afholdt i Europa i 1954 (Schweiz) og 1958 (Sverige) vendte VM igen tilbage til Sydamerika. FIFA havde tildelt Chile værtsskabet for slutrunden på dets møde i Lissabon i juni 1956 på bekostning af Vesttyskland og Argentina, der var de to andre ansøgere. Beslutningen var en overraskelse, idet det noget større og mere velforberedte land Argentina havde været favorit.
I maj 1960 under forberedelserne til turneringen blev Chile ramt af et af de største jordskælv i det 20. århundrede. Skælvet målte 8,5 på Richter-skalaen og forårsagede store ødelæggelser på landets infrastruktur og dræbte op mod 5000 chilenere. Det kom på tale at flytte VM til Argentina, men Carlos Dittborn, formanden for organisationskomiteen udtalte, at "fordi vi ingenting har, vil vi gøre hvad som helst for at genopbygge", hvilket blev det uofficielle slogan for turneringen.
Stadioner og anden infrastruktur blev genopbygget i rekordfart, og turneringen blev afviklet til tiden uden nogen organisatoriske mangler. Desværre levede Dittborn ikke længe nok til at høste frugterne af sit utrættelige arbejde for arrangementet – han døde en måned inden det startede. Som en sidste ære blev VM-stadionet i Arica opkaldt efter ham, og det bærer fortsat hans navn den dag i dag.
Turneringens format var det samme som i 1958. De 16 deltagende hold blev inddelt i fire grupper à fire hold, hvorfra de to bedste hold i hver gruppe gik videre til kvartfinalerne.

## Turneringens forløb
VM i Chile 1962 huskes af de fleste for ualmindeligt defensivt og overdrevet brutalt spil, og det er gået over i historien som "det glemte VM". I Europa led arrangementet også under, at der ikke var direkte tv-dækning af begivenheden, fordi satellitforbindelsen fra Sydamerika endnu ikke var helt på plads.
Turneringens første uge var præget af meget voldeligt spil. 40 spillere var blevet skadet, heraf tre med brækkede ben, og kun fire spillere var blevet udvist. Den dårlige omtale i medierne fik FIFA til at indkalde repræsentanter for alle 16 hold og meddele dem, at de hold, der fortsatte den voldsomme linje, ville blive udelukket fra videre spil.
Den onde atmosfære omkring kampene kulminerede ved den indledende kamp mellem værterne Chile og Italien, også kendt som slaget om Santiago. Inden kampen havde italienske journalister sendt meget negative artikler om Chile hjem til Italien. Landet blev bl.a. beskrevet som et uland med mange analfabeter, alkoholikere og udbredt korruption i forbindelse med salget af VM-billetterne. Da de negative historier blev kendt i Chile, gik den chilenske presse til modangreb og kaldte de italienske spillere for fascister, mafiosoer og narkomaner.
Stemningen på tilskuerpladserne var på kogepunktet allerede inden kampen, og Italien valgte at stille med et hold af spillere, som man vurderede var i stand til at håndtere de provokationer, man forventede fra publikum og de chilenske spillere. Kampen blev præget af systematiske hævnakter, forsøg på at skade modspillere og spytten i ansigtet, men kun to spillere blev udvist af den svage engelske dommer, Ken Aston, og holdene måtte have politibeskyttelse for at kunne forlade banen efter kampen.
Efter FIFAs opsang til holdene blev det voldelige spil dæmpet noget, men det kunne næsten heller ikke blive værre.
Rent sportsligt var de 16 deltagende hold blevet fundet ved en forudgående kvalifikationsturnering – den forsvarende verdensmester, Brasilien og værtslandet Chile var dog direkte kvalificeret. De forsvarende sølvvindere (Sverige) og bronzevindere (Frankrig) blev til gengæld slået ud i den europæiske kvalifikation. På denne baggrund blev Brasilien inden turneringen betragtet som favoritter til at genvinde titlen.

## Stadioner
- Estadio Nacional, Santiago de Chile
- Estadio Sausalito, Viña del Mar
- Estadio Braden Cooper Co. (Estadio El Teniente), Rancagua
- Estadio Carlos Dittborn, Arica

## Resultater

### Kvalifikation
- Se Kvalifikation til VM i fodbold 1962

### Indledende runde
| Dato  | Kamp                        | Res | Tilsk. |
| ----- | --------------------------- | --- | ------ |
| 30.5. | Uruguay - Colombia          | 2-1 | 7.908  |
| 31.5. | Sovjetunionen - Jugoslavien | 2-0 | 15.000 |
| 2.6.  | Jugoslavien - Uruguay       | 3-1 | 8.829  |
| 3.6.  | Sovjetunionen - Colombia    | 4-4 | 8.040  |
| 6.6.  | Sovjetunionen - Uruguay     | 2-1 | 9.973  |
| 7.6.  | Jugoslavien - Colombia      | 5-0 | 7.167  |

| Gruppe 1      | Kampe | Mål  | Point |
| ------------- | ----- | ---- | ----- |
| Sovjetunionen | 3     | 8-5  | 5     |
| Jugoslavien   | 3     | 8-3  | 4     |
| Uruguay       | 3     | 4-6  | 2     |
| Colombia      | 3     | 5-11 | 1     |

| Dato  | Kamp                   | Res | Tilsk. |
| ----- | ---------------------- | --- | ------ |
| 30.5. | Chile - Schweiz        | 3-1 | 65.000 |
| 31.5. | Vesttyskland - Italien | 0-0 | 65.440 |
| 2.6.  | Chile - Italien        | 2-0 | 66.057 |
| 3.6.  | Vesttyskland - Schweiz | 2-1 | 64.922 |
| 6.6.  | Vesttyskland - Chile   | 2-0 | 67.224 |
| 7.6.  | Italien - Schweiz      | 3-0 | 59.828 |

| Gruppe 2     | Kampe | Mål | Point |
| ------------ | ----- | --- | ----- |
| Vesttyskland | 3     | 4-1 | 5     |
| Chile        | 3     | 5-3 | 4     |
| Italien      | 3     | 3-2 | 3     |
| Schweiz      | 3     | 2-8 | 0     |

| Dato  | Kamp                        | Res | Tilsk. |
| ----- | --------------------------- | --- | ------ |
| 30.5. | Brasilien - Mexico          | 2-0 | 10.484 |
| 31.5. | Tjekkoslovakiet - Spanien   | 1-0 | 12.700 |
| 2.6.  | Brasilien - Tjekkoslovakiet | 0-0 | 14.903 |
| 3.6.  | Spanien - Mexico            | 1-0 | 11.875 |
| 6.6.  | Brasilien - Spanien         | 2-1 | 18.715 |
| 7.6.  | Mexico - Tjekkoslovakiet    | 3-1 | 10.648 |

| Gruppe 3        | Kampe | Mål | Point |
| --------------- | ----- | --- | ----- |
| Brasilien       | 3     | 4-1 | 5     |
| Tjekkoslovakiet | 3     | 2-3 | 3     |
| Mexico          | 3     | 3-4 | 2     |
| Spanien         | 3     | 2-3 | 2     |

| Dato  | Kamp                  | Res | Tilsk. |
| ----- | --------------------- | --- | ------ |
| 30.5. | Argentina - Bulgarien | 1-0 | 7.134  |
| 31.5. | Ungarn - England      | 2-1 | 7.938  |
| 2.6.  | England - Argentina   | 3-1 | 9.794  |
| 3.6.  | Ungarn - Bulgarien    | 6-1 | 7.442  |
| 6.6.  | Ungarn - Argentina    | 0-0 | 7.945  |
| 7.6.  | England - Bulgarien   | 0-0 | 5.700  |

| Gruppe 4  | Kampe | Mål | Point |
| --------- | ----- | --- | ----- |
| Ungarn    | 3     | 8-2 | 5     |
| England   | 3     | 4-3 | 3     |
| Argentina | 3     | 2-3 | 3     |
| Bulgarien | 3     | 1-7 | 1     |

### Kvartfinaler
| 10.6. | Chile – Sovjetunionen                                                               | 2-1 | Estadio Carlos Dittborn, Arica  | 17.268 tilskuere |
|       | 1-0 Leonel Sanchez (11.), 1-1 Igor Chislenko (26.), 2-1 Eladio Rojas (29.)          |     |                                 |                  |
| 10.6. | Tjekkoslovakiet – Ungarn                                                            | 1-0 | Estadio El Teniente, Rancagua   | 11.690 tilskuere |
|       | 1-0 Adolf Scherer (13.)                                                             |     |                                 |                  |
| 10.6. | Brasilien – England                                                                 | 3-1 | Estadio Sausalito, Viña del Mar | 17.736 tilskuere |
|       | 1-0 Garrincha (31.), 1-1 Gerald Hitchens (38.), 2-1 Vava (53.), 3-1 Garrincha (59.) |     |                                 |                  |
| 10.6. | Jugoslavien – Vesttyskland                                                          | 1-0 | Estadio Nacional, Santiago      | 63.324 tilskuere |
|       | 1-0 Petar Radaković (85.)                                                           |     |                                 |                  |

### Semifinaler
| 13.6. | Tjekkoslovakiet – Jugoslavien                                                                                     | 3-1 | Estadio Sausalito, Viña del Mar | 5.890 tilskuere  |
|       | 1-0 Josef Kadrabra (48.), 1-1 Drazen Jerković (69.), 2-1, 3-1 Adolf Scherer (80., 84. str.)                       |     |                                 |                  |
| 13.6. | Brasilien – Chile                                                                                                 | 4-2 | Estadio Nacional, Santiago      | 76.500 tilskuere |
|       | 1-0, 2-0 Garrincha (9., 32.), 2-1 Jorge Toro (42.), 3-1 Vava (47.), 3-2 Leonel Sanchez (61. str.), 4-2 Vava (78.) |     |                                 |                  |

### Bronzekamp
| 16.6. | Chile – Jugoslavien    | 1-0 | Estadio Nacional, Santiago | 67.000 tilskuere |
|       | 1-0 Eladio Rojas (90.) |     |                            |                  |

### Finale
| 17.6. | Brasilien – Tjekkoslovakiet                                                  | 3-1 | Estadio Nacional, Santiago | 69.000 tilskuere |
|       | 0-1 Josef Masopust (15.), 1-1 Amarildo (17.), 2-1 Zito (69.), 3-1 Vava (78.) |     |                            |                  |
|       | Dommer: Nickolay Latychev (Sovjetunionen)                                    |     |                            |                  |

## Målscorer
| 4 mål - Garrincha - Vavá - Leonel Sánchez - Flórián Albert - Valentin Ivanov - Dražan Jerković 3 mål - Amarildo - Adolf Scherer - Lajos Tichy - Milan Galić 2 mål - Jaime Ramírez - Eladio Rojas - Jorge Toro - Ron Flowers - Uwe Seeler - Giacomo Bulgarelli - Igor Tjislenko - Viktor Ponedelnik - José Sasía | 1 mål - Héctor Facundo - José Sanfilippo - Pelé - Mário Zagallo - Zito - Georgi Asparuhov - Germán Aceros - Marcos Coll - Marino Klinger - Antonio Rada - Francisco Zuluaga - Josef Kadraba - Václav Mašek - Josef Masopust - Jozef Štibrányi - Bobby Charlton - Jimmy Greaves - Gerry Hitchens | - Albert Brülls - Horst Szymaniak - Ernő Solymosi - Bruno Mora - Alfredo del Águila - Isidoro Díaz - Héctor Hernández - Aleksei Mamykin - Adelardo - Joaquín Peiró - Heinz Schneiter - Rolf Wüthrich - Ángel Cabrera - Luis Cubilla - Vojislav Melić - Petar Radaković - Josip Skoblar |